# United Airlines Tournament of Champions 1984
Lo  United Airlines Tournament of Champions 1984 è stato un torneo di tennis giocato sulla terra rossa. È stata la 5ª edizione del torneo, che fa parte del Virginia Slims World Championship Series 1984. Si è giocato a Orlando negli USA dal 23 al 29 aprile 1984.

## Campionesse

### Singolare
Martina Navrátilová ha battuto in finale  Laura Arraya con il punteggio di 6–0, 6–1

### Doppio
Claudia Kohde Kilsch /  Hana Mandlíková hanno battuto in finale  Anne Hobbs /  Wendy Turnbull con il punteggio di 6–0, 1–6, 6–3